# Shura Kitata
Shura Kitata Tola hoặc Tola Shura Kitata và còn được gọi đơn giản là Shura Kitata (sinh ngày 9 tháng 6 năm 1996) là một vận động viên marathon nam người Ethiopia Anh đã đại diện cho Ethiopia trong một số giải Marathon Thế giới, bao gồm cả giải Marathon London năm 2020, nơi anh ấy giành chiến thắng trong cuộc đua trong thời gian 2:05:41 và giải Marathon London 2018, nơi anh về đích ở vị trí thứ hai, thua Eliud Kipchoge người Kenya.
Tuy nhiên, Kitata đã truất ngôi Eliud Kipchoge trong cuộc thi Marathon London 2020 để giành được danh hiệu Marathon London đầu tiên của mình. Anh trở thành người chiến thắng giải Marathon London 2020 sau khi hoàn thành cuộc đua chỉ trước Vincent Kipchumba một giây ở gần vạch đích
Những màn trình diễn đáng nhớ khác của anh ấy bao gồm chiến thắng danh hiệu Rome Marathon 2017 và Frankfurt Marathon 2017, nơi anh lần lượt về đích với thời gian 2:07:30 và 2:05:50.
Kitata Tola về nhì trong cuộc thi Marathon Thành phố New York 2018 sau Lelisa Desisa với thời gian 2:06:01.